# Antarctoscyphus spiralis
Antarctoscyphus spiralis is een hydroïdpoliep uit de familie Sertulariidae. De poliep komt uit het geslacht Antarctoscyphus. Antarctoscyphus spiralis werd in 1907 voor het eerst wetenschappelijk beschreven door Hickson & Gravely. 